# Janine Jansenová
Janine Jansenová, nepřechýleně Janine Jansen (* 7. ledna 1978 Soest, provincie Utrecht) je nizozemská houslistka a violistka, která se systematickou hudební přípravou začala v šesti letech. Otec i oba bratři jsou také hudebníci. Matka je operní pěvkyně a sestra basisty Petera Kooye.
Manželem houslistky se stal švédský dirigent Daniel Blendulf. Dříve byl jejím partnerem houslista a dirigent Julian Rachlin.

## Životopis
Sólovou hudební kariéru zahájila roku 1997 v amsterdamské síni Concertgebouw. S Rotterdamskou filharmonií, řízenou Valerijem Gergijevem, účinkovala na japonském turné 2000. Následující rok vystoupila jako sólistka s Národním mládežnickým orchestrem Skotska a přednesla Brahmsův houslový Koncert pro housle a orchestr D dur (op. 77). Následující sezónu se představila s Londýnskými filharmoniky pod taktovkou Vladimira Ashkenazyho. Roku 2005 otevřela festival BBC Proms.
V berlínském amfiteátru Waldbühne vystoupila před zaplněným hledištěm s Berlínskými filharmoniky (2005) a na losangeleském koncertu zahrála v koncertním sále Walta Disneyho po boku Filharmoniků Los Angeles (2008). S Newyorskou filharmonií, vedenou Lorinem Maazelem, koncertovala v Avery Fisher Hall, a před Filadelfským orchestrem, stejně jako Orpheus Chamber Orchestra, zahrála v Carnegie Hall.
K roku 2016 vystupovala s houslemi „Barrere“, vyrobenými ve Stradivariho dílně roku 1727, které byly zapůjčeny od Stradivariho společnosti v Chicagu. Koncertovala také s houslemi „Baron Deurbroucq“, postavenými rovněž Stradivarim v roce 1727, jež vlastnila Mezinárodní houslařská společnost Bearových (Beare's International Violin Society). V Utrechtu vytvořila vlastní festival komorní hudby. Roku 1998 se stala členkou tělesa interpretující komorní hudbu Spectrum Concerts Berlin. Mezi lety 2002–2004 pak byla zahrnuta do programového schématu New Generation Artists rozhlasové stanice BBC Radio 3, podporující rozvoj profesionální dráhy mladých talentovaopravaných hudebníků.
Se svým bývalým partnerem, litevským houslistou Julianem Rachlinem, spolupracuje při koncertech komorní hudby.

## Ocenění
- 2003: Nizozemská hudební cena (Nederlandse Muziekprijs), udělovaná ministerstvem vzdělání, kultury a vědy,
- 2004: Edison Public Award za debutové album,
- 2005: Edison Public Award za album Vivaldiho,
- 2006: Echo za album Vivaldiho v kategorii „nejlepší koncertní přednes hudby 18. století“,
- 2006: Platinová deska za debutové album v Nizozemsku,[5]
- 2007: Echo za nahrávku Mendelssohna/Brucha v kategorii „nejlepší koncertní přednes hudby 19. století“,
- 2007: NDR Musikpreis,[5]
- 2009: Instrumentální cena Královské filharmonické společnosti (Royal Philharmonic Society Instrumentalist Award),[6][5]
- 2013: Echo Klassik,[7]
- 2015: Cena Brémského hudebního festivalu (Bremer Musikfest-Preis)[8]

## Výběr diskografie
- 2003: Janine Jansen (debutové album)[9]
- 2005: Vivaldi – Die Vier Jahreszeiten[9]
- 2007: Mendelsohn & Bruch – Violin Concertos[9]
- 2007: Bach Inventionen BWV 772–786[9]
- 2008: Tchaikovsky – Violin Concerto[10]
- 2008: Beethoven & Britten Violin Concertos[11]
- 2012: Prokofieff Violin Concerto No. 2
- 2013: Bach Concertos
- 2016: Brahms: Violin Concerto, Bartok : Violin Concerto No. 1